# NGC 441
NGC 441 é uma galáxia espiral barrada (SB0-a) localizada na direcção da constelação de Sculptor. Possui uma declinação de -31° 47' 20" e uma ascensão recta de 1 horas, 13 minutos e 51,1 segundos.
A galáxia NGC 441 foi descoberta em 27 de Setembro de 1834 por John Herschel.